# Liste der Emire von Katar
Diese Liste gibt die Herrscher (Hakim) von der Staatsgründung im 19. Jahrhundert bis 1971 bzw. seit der Unabhängigkeit die Emire von Katar wieder. 
| Name                         | Beginn der Herrschaft | Ende der Herrschaft |
| ---------------------------- | --------------------- | ------------------- |
| Mohammed bin Thani           | 12. September 1868    | 18. Dezember 1878   |
| Jassim bin Mohammed Al Thani | 18. Dezember 1878     | 17. Juli 1913       |
| Abdullah bin Jassim Al Thani | 17. Juli 1913         | 20. August 1949     |
| Ali bin Abdullah Al Thani    | 20. August 1949       | 24. Oktober 1960    |
| Ahmad bin Ali Al Thani       | 24. Oktober 1960      | 22. Februar 1972    |
| Chalifa bin Hamad Al Thani   | 27. Februar 1972      | 27. Juni 1995       |
| Hamad bin Chalifa Al Thani   | 27. Juni 1995         | 26. Juni 2013       |
| Tamim bin Hamad Al Thani     | 26. Juni 2013         | (im Amt)            |

Siehe auch: Al Thani